# Dinangourou
Dinangourou est une localité et une commune rurale du Mali, chef-lieu d'arrondissement dans le cercle de Koro et la région de Bandiagara au centre du Mali. 

## Géographie
La localité de Dinangourou, village du Pays Dogon, est située à 124 km, au nord-est du chef-lieu de cercle Koro. La commune est frontalière du Burkina Faso au sud.
| Dallah    | Haïré       | Mondoro |
| Dioungani | Dinangourou | Yoro    |
|           | Delga       | Dourou  |

## Histoire
En mai 2021, le village est assiégé par des hommes armés, il est libéré par les forces armées maliennes le 28 juin 2021.

## Villages
La commune s'étend sur 13 localités relevées lors du recensement général de 2009. 
Les villages les plus peuplés sont :
- Dinangourou (13 709 habitants)
- Douari (4 270 habitants)
- Yeremendourou (1 912 habitants)

Autres villages : Kasanwa, Akoumboro.